# Wilhelm Bickel
Wilhelm Bickel (* 14. März 1903 in Bombay; † 7. April 1977 in Zürich; heimatberechtigt in Bubikon) war ein schweizerisch-britischer Historiker, Sozialwissenschaftler, Statistiker, Finanzwissenschaftler und Hochschullehrer.

## Biografie
Der Sohn eines Kaufmanns verbrachte seine Kindheit und Jugend in Indien sowie in Süddeutschland und begann nach dem Schulbesuch ein Studium der Sozialökonomie an der Universität Zürich, das er 1926 mit der Promotion mit einer Dissertation zum Thema Wandlungen in der ökonomischen Begründung der Freihandelspolitik seit dem 18. Jahrhundert abschloss. Nach einem anschliessenden Aufenthalt in England kehrte er im Laufe der Weltwirtschaftskrise 1932 in die Schweiz zurück. Nach seiner Rückkehr wurde er Statistiker bei den Kantonsregierungen von Basel und Zürich, ehe er 1944 seine Habilitation abschloss.
1946 nahm er einen Ruf als Professor am Lehrstuhl für Statistik, praktische Sozialökonomie und Finanzwissenschaft an der Universität Zürich an und übte seine Lehrtätigkeit bis zu seiner Emeritierung 1973 aus. Während dieser Zeit schloss unter anderem Andreas Miller die Habilitation bei ihm ab. Zwischenzeitlich war er zwischen 1966 und 1967 auch Rektor der Universität Zürich. Nach seiner Emeritierung wurde ihm 1973 der Titel eines Honorarprofessors verliehen.
Zu seinem 70. Geburtstag erschien 1973 die von Heinz Haller und anderen herausgegebene Festschrift Sozialwissenschaft im Dienste der Wirtschaftspolitik. Wilhelm Bickel zum 70. Geburtstag.

## Veröffentlichungen
Bickel verfasste zahlreiche fachwissenschaftliche Abhandlungen. 1947 erschien mit Bevölkerungsgeschichte und Bevölkerungspolitik der Schweiz ein Standardwerk der Demografie. Zu seinen weiteren Veröffentlichungen gehörten:
- Staatsbeiträge an die Stadt Zürich: im Auftrage des Stadtrates von Zürich verfasst, Zürich 1936
- Die Überalterung der Schweizer Bevölkerung, Zürich 1937
- Die Steuer als Instrument des Einkommens- und Vermögensausgleichs. Probleme der öffentlichen Finanzen und der Währung. Festgabe für Eugen Grossmann, 1949
- Die Vermögens- und Schuldenstatistik, 1952
- Landwirtschaft und Landwirtschaftspolitik der Schweiz, Zürich 1961
- Die öffentlichen Finanzen, Bern 1964
- Langfristige Struktur- und Einkommensentwicklung der schweizerischen Landwirtschaft I: Untersuchungen des Wirtschaftswissenschaftlichen Instituts und des Instituts für Operations Research und elektronische Datenverarbeitung an der Universität Zürich, Bern 1969
- Die Volkswirtschaft der Schweiz: Entwicklung und Struktur, Aarau 1973